# 西鹿田中島遺跡
西鹿田中島遺跡（さいしかだ なかじまいせき）は、群馬県みどり市笠懸町（旧新田郡）西鹿田（さいしかだ）882番1号ほかに所在する、縄文時代草創期を主体とする複合遺跡。遊動生活が主体であった旧石器時代から、定住生活が開始された縄文時代への移行過程を示す遺跡として評価され、国の史跡に指定されている。

## 概要
渡良瀬川によって形成された大間々扇状地を、利根川支流の早川などの小河川が開析して形成された舌状台地の末端部に所在する。みどり市の遺跡管理番号は「K0008」、中島遺跡（なかじまいせき）、または西鹿田遺跡（さいしかだいせき）などとも呼ばれていたが、1985年（昭和60年）の調査報告以降、西鹿田中島遺跡の呼称が定着した。
遺跡の存在自体は1939年（昭和14年）から認知され、学会で紹介されるなどしていたが、1959年（昭和34年）に縄文時代草創期に見られる土器型式の爪形文土器や、建物状遺構などが検出されたことで著名となった。
1998年（平成10年）に、土地改良事業に伴い当時の笠懸町教育委員会による発掘調査が実施され、石鏃や厚手爪形文土器を伴う約11200年前に遡る貯蔵穴とみられる土坑数基のほか、石鏃や薄手爪形文土器、多縄文系土器を伴う約10100年前に遡る竪穴建物跡や集石など、縄文時代草創期中に含まれる2時期の遺構面が検出された。上位遺構面で検出された竪穴建物跡は、平面が隅丸方形、または楕円形を呈する2棟分の浅いすり鉢状の掘り込みで、屋内に柱穴や炉跡を伴わないこの時期に特徴的な構造である。
日本列島に渡って来た旧石器時代の人類は、当時の遺跡から建物の遺構や貯蔵施設などがほとんど検出されないことから、食料となる動物を求めて集団キャンプをしながら短期間で移動を繰り返す「遊動生活」をし、一定の土地での長期的な集落を営まなかったと考えられている。西鹿田中島遺跡では、縄文時代草創期における貯蔵穴群や、複数の竪穴建物跡が重複して検出された事から、旧石器時代から縄文時代へ＝遊動生活から定住生活へ、という人々の生活様式の変化を考古学的に捉えられた遺跡として評価されており、2004年（平成16年）9月30日に国の史跡に指定された。

## 遺跡紹介施設
現地は「みどり市西鹿田中島遺跡史跡公園」として整備され、遺跡の調査概要等を紹介するガイダンス施設が設置されている。